# Joseph Pfleger (Politiker, 1873)

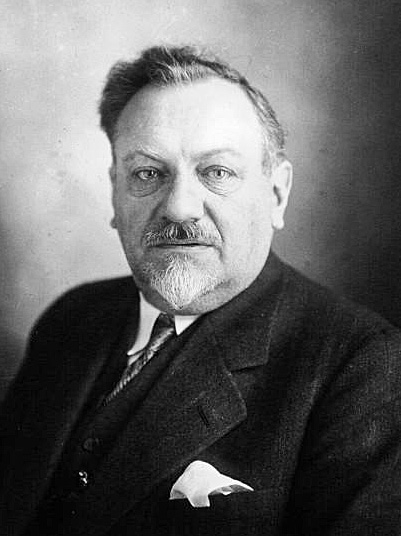
Joseph Pfleger (1929)

Joseph Pfleger (* 30. September 1873 in Rheinau (heute Rhinau); † 27. März 1957 in Turckheim) war ein deutscher und französischer Politiker.

## Leben und Wirken
Joseph Pfleger studierte in Straßburg, Würzburg, Berlin und Paris Medizin und schloss das Studium als Doktor der Medizin ab. Ab 1899 war er praktischer Arzt und Kantonalarzt in Türkheim. Dort war er Mitglied des Stadtrates. Von 1908 bis 1911 gehörte er dem Landesausschuss für Elsaß-Lothringen an.
Er war seit der Landtagswahl 1911 bis 1918 für den Wahlkreis Schlettstadt-Markolsheim Mitglied der Zweiten Kammer des Landtags des Reichslandes Elsaß-Lothringen für das Zentrum.
Nach französischen Annexion des Reichslands blieb Pfleger dort. Er war 1918 Mitglied der provisorischen Regierung des Elsass und wurde 1919 im Wahlkreis Ribeauvillé für die Union populaire républicaine in die französische Abgeordnetenkammer gewählt. Auch bei den Wahlen zur Abgeordnetenkammer von 1924 und 1928 kandidierte Pfleger erfolgreich für die Union populaire républicaine.
Am 4. August 1919 wurde er zum Vorsitzenden der UPR gewählt. Dieses Amt hatte er bis zum 11. Juni 1922 inne. Nachfolger wurde Thomas Seltz.
1929 verließ Pfleger diese Partei, die er als zu autonomistisch empfand, und gründete die Alliance populaire nationale d’Alsace. Für diese wurde er im selben Jahr in den Senat gewählt, wo er sein Mandat bis 1936 innehatte. Von 1946 bis 1948 war er für das Mouvement républicain populaire Mitglied des Conseil de la République.
1945 wurde er zum Bürgermeister von Turckheim gewählt.

## Auszeichnungen
Joseph Pfleger wurde mit dem Ritterkreuz der Ehrenlegion und der Médaille d'or de l'Assistance publique ausgezeichnet.